# Бушар II де Монморанси
Бушар II Бородатый (фр. Bouchard II le Barbu; ум. 1008/1012) — сеньор де Монморанси, д'Экуан, де Марли, де Фейярд, де Шато-Бассет.

## Биографические сведения
Согласно Андре Дюшену, сын Бушара I де Бре, сеньора де Бре-сюр-Сен и, возможно, де Монморанси. Подлинность документов и основанных на них хроникальных свидетельств, которые использовал Дюшен, сомнительна, поэтому некоторые специалисты не уверены в их родстве и считают Бушара Бородатого первым известным сеньором де Монморанси.
Был братом Обри де Монморанси, сеньора Вийе-ан-Анжу (ум. после 987), родоначальника сеньоров де Вийе.
Женился на вдове Гуго, сеньора де Шато-Бассет, за которой получил замок на острове на Сене.
Впервые упоминается в хартии, выданной королём Робертом II аббатству Сен-Дени 25 января 996. Около 1008 Роберт подтвердил иммунитет аббатства; это решение было направлено против Бушара, посягавшего на монастырские владения.

## Семья
Жена: N, дама де Шато-Бассет (ум. после 1009/1012)
- Бушар III де Монморанси (ум. после 1031), сеньор де Монморанси
- Гильдуин де Монморанси
- Альберик I де Монморанси (ум. после 1060), коннетабль Франции
- Эд де Монморанси
- Фульк де Монморанси, основатель линии сеньоров де Бантелю, сиров де Жюйи